# Thập niên 160 TCN
Thập niên 160 TCN hay thập kỷ 160 TCN chỉ đến những năm từ 160 TCN đến 169 TCN.